# Агинсай
Агинса́й (каз. Ағынсай) — село у складі Жетисайського району Туркестанської області Казахстану. Входить до складу Интимацького сільського округу.
У радянські часи село було частиною села Отділення № 4 совхоза Побєда, до 2001 року — Жанааул.
Населення — 290 осіб (2021; 243 у 2009, 315 у 1999, 227 у 1989).